# Chủ nghĩa dân tộc da đen ở Hoa Kỳ
Chủ nghĩa dân tộc da đen (Black nationalism) là một phong trào vận động xã hội và chính trị Mỹ đản sinh trong niên đại 1850, khi chế độ nô lệ da đen vẫn còn hợp pháp ở Mỹ đương thời.
Nó trở nên hoan nghênh nhờ Marcus Garvey vào niên đại 1920, ông là nhân khí của vận động quyền công dân. Hiệp hội cải thiện tiêu cực của người da đen và Liên minh xã khu châu Phi của Marcus Garvey bị ảnh hưởng bởi những người tiền nhiệm, Martin Delany, Henry Sylvester-Williams, Tiến sĩ. Joseph Robert Love và Edward Wilmot Blyden. HCTT có sở trường lợi dụng ảnh hưởng và lực lượng kinh tế để tác động đến ý thức gia đình châu Phi giữa "Gia đình châu Phi, vô luận quốc nội hay ở hải ngoại" ("those at home and those abroad").
Tiếp cận tới phong trào châu Phi, một số thành viên của Chủ nghĩa dân tộc da đen chủ trương sáng tạo một quốc gia người Mỹ gốc Phi độc lập ở Hoa Kỳ, những người khác xưng phản hồi châu Phi và một số tối hậu xưng muốn đơn giản là một địa vị cụ thể trong quốc gia Hoa Kỳ: học giáo độc lập, bãi bỏ thị xã đặc biệt, xí nghiệp có nhân khẩu hộ khách chủ yếu là người da đen.

## Bài viết liên quan
- Chủ nghĩa nữ quyền da đen
- Quốc gia Islam
- Hiệp hội cải thiện tiêu cực của người da đen và Liên minh xã khu châu Phi
- Người Do Thái da đen
- Đảng Báo Đen
- Malcolm X
- Chủ nghĩa Hòa Phi
- Phong trào hành động cách mạng (1962-68)